# Amore mio (diciamo così)
Amore mio (diciamo così) è stato un programma televisivo italiano di intrattenimento, andato in onda dal 18 gennaio all'8 febbraio 2003 su Rai 1 e condotto da Claudio Amendola, con la partecipazione di Roberta Lanfranchi e Matilde Brandi. 
Tra gli ospiti del programma vi furono Piero Pelù, Paola Turci, Las Ketchup, gli Stadio, Ornella Muti e Manuela Arcuri, Catherine Deneuve, Gérard Depardieu, Loretta Goggi, Mara Venier, Antonella Clerici, Leonardo Pieraccioni, Anna Maria Barbera, Dario Ballantini, Enrico Brignano, Gabriella Germani, Emilio Solfrizzi, Laura Pausini, Nek e Francesca Neri.